# Карачевський Теофіль
Теофіль Карачевський — український громадський діяч. Делегат Української Національної Ради ЗУНР, представляв Старосамбірський повіт.